# Raphael I. Bidawid

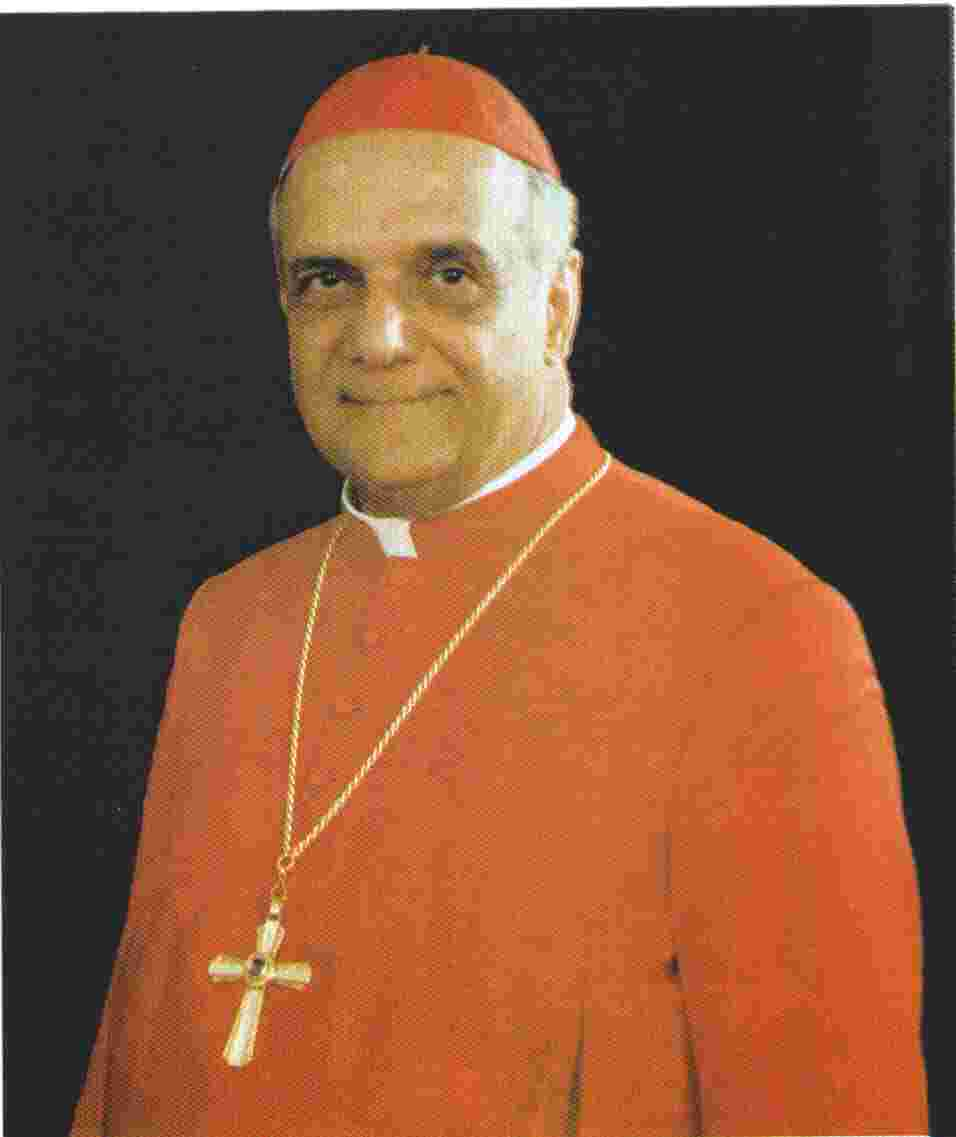
Patriarch Raphael I. Bidawid (ca. 1990)

Seine Seligkeit Raphael I. Bidawid (* 17. April 1922 in Mosul; † 7. Juli 2003 in Beirut) war Patriarch von Babylon der chaldäisch-katholischen Kirche.

## Leben
Raphael Yousif Warda erfuhr seine Schul- und Seminarausbildung in Mosul. 1936 bis 1947 studierte er in Rom, 1944 empfing er die Priesterweihe und erwarb in Rom die akademischen Grade des Doktors der Philosophie und des Doktors der Theologie. 1948 bis 1956 wirkte er als Professor für Philosophie und Theologie in Mosul. 1956 wurde er zum Patriarchalvikar der Diözese Kirkuk, Erbil und Sulaimaniya im Nordirak bestellt. 1957 bis 1966 war er Bischof von Amadiyah und erlebte als solcher die Massenflucht der Christen aus den umkämpften Kurdengebieten nach Mosul und Bagdad. 1966 wurde er auf den chaldäischen Bischofsstuhl in Beirut (Libanon) transferiert.
Am 21. Mai 1989 wurde er zum chaldäischen Patriarchen von Babylon mit Sitz in Bagdad gewählt. In seiner Amtszeit verbesserten sich die Beziehungen zur nicht-katholischen Schwesterkirche (Assyrische Kirche des Ostens) erheblich. In seinen letzten Lebensjahren weilte der Patriarch, aus Gesundheitsgründen, häufig im Ausland, so auch während des zweiten Golfkrieges (1991) und der amerikanischen Invasion (2003). Seine scharfe Kritik am westlichen Embargo gegen den Irak stieß im Ausland auf Unverständnis.

## Werke
- Les Lettres du Patriarche Nestorien Timothée I., (= Studi e Testi 187), Città del Vaticano 1956.